# Alysiinae
Alysiinae es una subfamilia de himenópteros apócritos de los bracónidos con 43 géneros y más de mil especies de distribución mundial. Son parasitoides de moscas. Algunas especies son usadas como controles biológicos de plagas.

## Biología
Alysiinae son endoparasitoides coinobiontes de moscas Muscomorpha. Las hembras ponen sus huevos en los huevos o larvas de sus huéspedes. Estos se desarrollan hasta el estadio de pupa. El parasitoide empupa dentro del pupario de su huésped. La mayoría de las especies son solitarias, pero unas pocas son gregarias y depositan muchos huevos en un huésped.

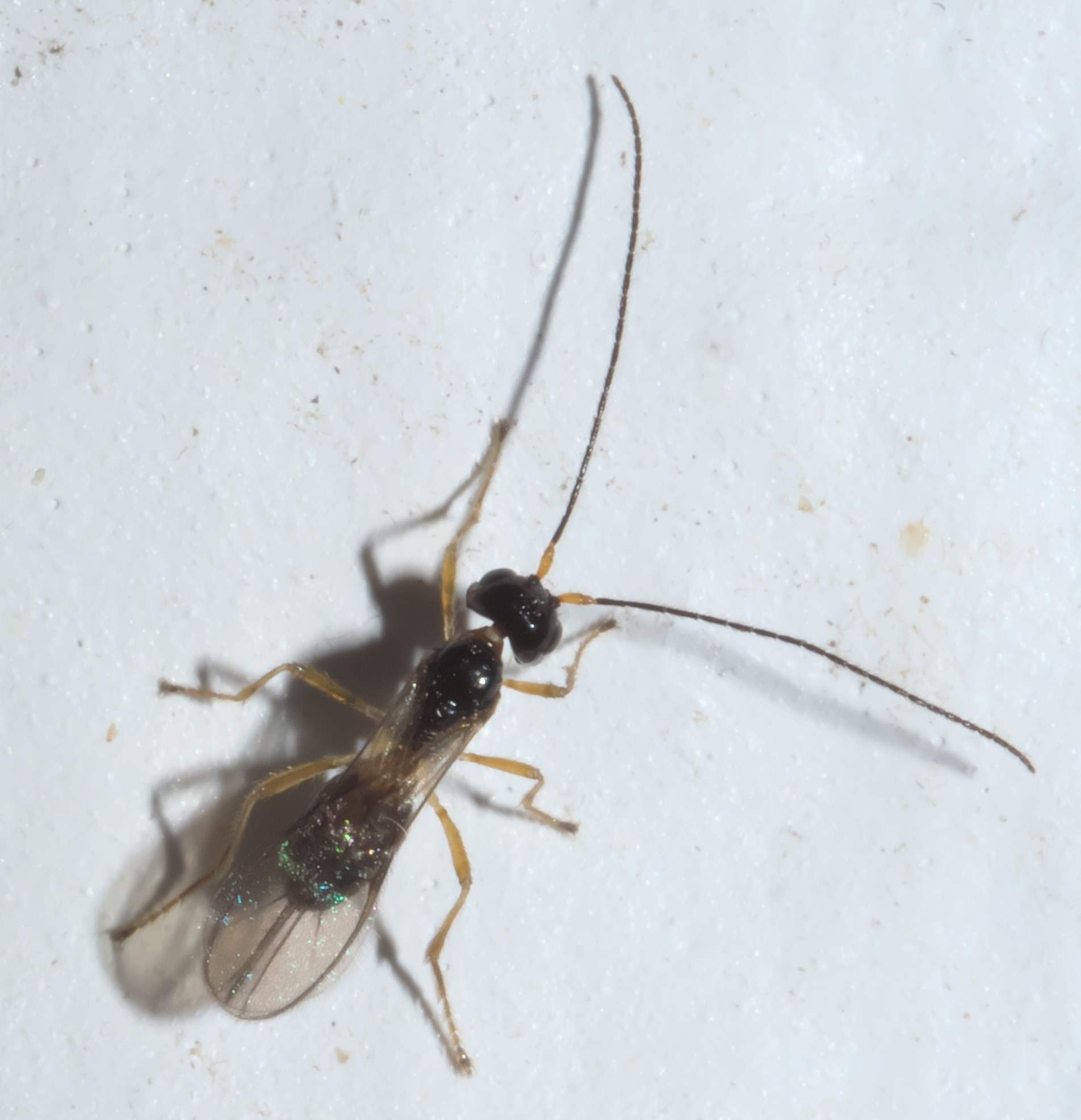

Los géneros incluidos en esta subfamilia incluyen:

## Tribus
- Alysiini
- Dacnusini

Géneros sin clasificar
- Agonia  Foerster, 1862
- Alloea  Haliday, 1833
- Alysia  Latreille, 1804
- Angelovia  Zaykov, 1980
- Aphaereta  Foerster, 1862
- Aphanta  Foerster, 1862
- Apronopa  van Achterberg, 1980
- Aristelix  Nixon, 1943
- Asobara  Foerster, 1862
- Asyntactus  Marshall, 1896
- Bobekia  Niezabitowski, 1910
- Carinthilota  Fischer, 1975
- Coelinidea  Viereck, 1913
- Coloneurella  van Achterberg, 1976
- Cratospila  Foerster, 1862
- Dinotrema  Foerster, 1862
- Eucoelinidea  Tobias, 1971
- Eudinostigma  Tobias, 1986
- Euphaenocarpa  Tobias, 1975
- Grammospila  Foerster, 1862
- Grandia  Goidanich, 1936
- Heterolexis  Foerster, 1862
- Idiasta  Foerster, 1862
- Idiolexis  Foerster, 1862
- Leptotrema  van Achterberg, 1988
- Lodbrokia  Hedqvist, 1962
- Mesocrina  Foerster, 1862
- Panerema  Foerster, 1862
- Pentapleura  Foerster, 1862
- Phaenocarpa  Förster, 1862
- Phasmalysia  Tobias, 1971
- Protochorebus  Perepetchayenko, 1997
- Protodacnusa  Griffiths, 1964
- Pseudopezomachus  Mantero, 1905
- Pterusa  Fischer, 1958
- Regetus  Papp, 1999
- Sarops  Nixon, 1942
- Symphanes  Foerster, 1862
- Synaldis  Foerster, 1862
- Syncrasis  Foerster, 1862
- Tanycarpa  Foerster, 1862
- Tates  Nixon, 1943
- Terebrebus  Tobias, 1999
- Trachionus  Haliday, 1833
- Trachyusa  Ruthe, 1894